# Абу'л Хаджадж I
Абу'л Хаджадж I Юсуф ібн Абу Хамму Муса (араб. أبو الحجاج يوسف بن أبي حمو موسى الثاني; д/н — 1394) — 11-й султан Держави Заянідів з березня до грудня 1393 року.

## Життєпис
Син султана Абу Хамму II. Ймовірно не брав участі в протистоянні між батьком і братом Абу Ташуфіном в 1387—1389 роках, тому після перемоги останнього зумів зберегтися в Тлемсені.
У березні 1393 року внаслідок змови повалив свого небожа — султана Абу Табіта II, ставши новим султаном. Вирішив відмовитися від сплатити данини Марокко, де на троні сижів хворобливий султан Абдул-Азіз II. В свою чергу маринідські візирі, що керували Марокко, відправили військо на чолі із Абу Заяном, братом Абу'л Хаджаджа I. Той зазнав поразки й втік на південь, де отримав захист від клану бану-амар. Втім 1394 року війська Абу Заяна II здолали бану-амар, а самого Абу'л Хаджаджа схопили й стратили.